# 欠落 (松田樹利亜の曲)
欠落（けつらく）は松田樹利亜の16枚目のシングル。

## 内容
6枚目のアルバム「VIBRATE」先行シングル。

## 批評
CDジャーナルは「横道坊主の中村義人がブルース・ハープを吹いてたりしてロック色～バンド色の濃い仕上がり」と評した。

## 収録曲
1. 欠落
作詞：松田樹利亜　作曲・編曲：鈴木慎一郎
2. Gutless
作詞：松田樹利亜　作曲・編曲：鈴木慎一郎
3. Jumpin' Sky
作詞：松田樹利亜　作曲・編曲：鈴木慎一郎